# Мађарска на Летњим олимпијским играма 1956.
Мађарска је учествовала на Летњим олимпијским играма одржаним 1956. године у Мелбурну, Аустралија и Стокхолму, Шведска. Мађарска је имала двојицу носиоца застава, Јожеф Чермак је носио заставу у Мелбурну а Иштван Ердељи је носио заставу у Стокхолму. Мађарска је овај пут послала 111 спортиста на олимпијаду, и они су учествовали у тринаест спортских дисциплина.
Олимпијски тим из Мађарске је на овим олимпијским играма се такмичио у петнаест спортских дисциплина и у девет дисциплина су освојили освојили укупно двадесет и шест медаља: девет златних, десет сребрних и седам бронзаних медаља.

## Резултати по спортским гранама
На овој олимпијади су мађарски спортисти учествовали у укупно дванаест различитих спортских грана у којима су освојили 199 олимпијских поена.
(највећи број освојених поена је обележен подебљаним словима)
| Спортска грана | Позиција | Позиција | Позиција | Позиција | Позиција | Позиција | Олимпијски поени | Број учесника | Број учесника | Број учесника |
| Спортска грана | 1.       | 2.       | 3.       | 4.       | 5.       | 6.       | Олимпијски поени | Мушки         | Женске        | Укупно        |
| Гимнастика     | 4        | 2        | 1        | 1        | 0        | 2        | 47               | 2             | 6             | 8             |
| Кајак и кану   | 1        | 3        | 3        | 1        | 0        | 0        | 37               | 12            | 1             | 13            |
| Мачевање       | 2        | 1        | 1        | 0        | 3        | 0        | 29               | 16            | 2             | 18            |
| Атлетика       | 0        | 2        | 0        | 2        | 2        | 1        | 21               | 17            | 2             | 19            |
| Рвање          | 0        | 1        | 1        | 2        | 2        | 0        | 19               | 8             | 0             | 8             |
| Пливање        | 0        | 1        | 1        | 2        | 2        | 0        | 19               | 9             | 9             | 18            |
| Бокс           | 1        | 0        | 0        | 0        | 1        | 0        | 9                | 2             | 0             | 2             |
| Стрељаштво     | 0        | 0        | 0        | 1        | 1        | 2        | 7                | 5             | 0             | 5             |
| Ватерполо      | 1        | 0        | 0        | 0        | 0        | 0        | 7                | 11            | 0             | 11            |
| Пентатлон      | 0        | 0        | 0        | 1        | 0        | 1        | 4                | 3             | 0             | 3             |
| Јахање         | 0        | 0        | 0        | 0        | 0        | 0        | 0                | 3             | 0             | 3             |
| Веслање        | 0        | 0        | 0        | 0        | 0        | 0        | 0                | 4             | 0             | 4             |
|                |          |          |          |          |          |          |                  |               |               |               |
| Укупно         | 9        | 10       | 7        | 10       | 11       | 6        | 199              | 91            | 20            | 111           |

### Освојене медаље на ЛОИ
| Освајачи олимпијских медаља за Мађарску на ЛОИ 1956. | |        |
| Медаља                                               | Освајач медаље | Укупно |
| Злато                                                | Рудолф Карпати, Агнеш Келети 3х, Ласло Пап, Мачевање (екипно), Кајак и кану (двојац), Гимнастика (екипно), Ватерполо репрезентација                   | 9      |
| Сребро                                               | Иштван Хернек, Ференц Хатлацки, Иштван Парти, Агнеш Келети, Јожеф Ковач, Шандор Ражњои, Имре Пољак, Ева Секељ, Мачевање (екипно), Гимнастика (екипно) | 10     |
| Бронза                                               | Лајош Киш, Карољ Веланд, Имре Фаркаш, Олга Таш, Ђула Тот, Ђерђ Тумпек, Мачевање, (екипно)                                                             | 7      |
| Укупно                                               | | 26     |